# Bifrenaria mellicolor
Bifrenaria mellicolor Rchb.f. (1859), es una especie de orquídea epífita originaria de Brasil.

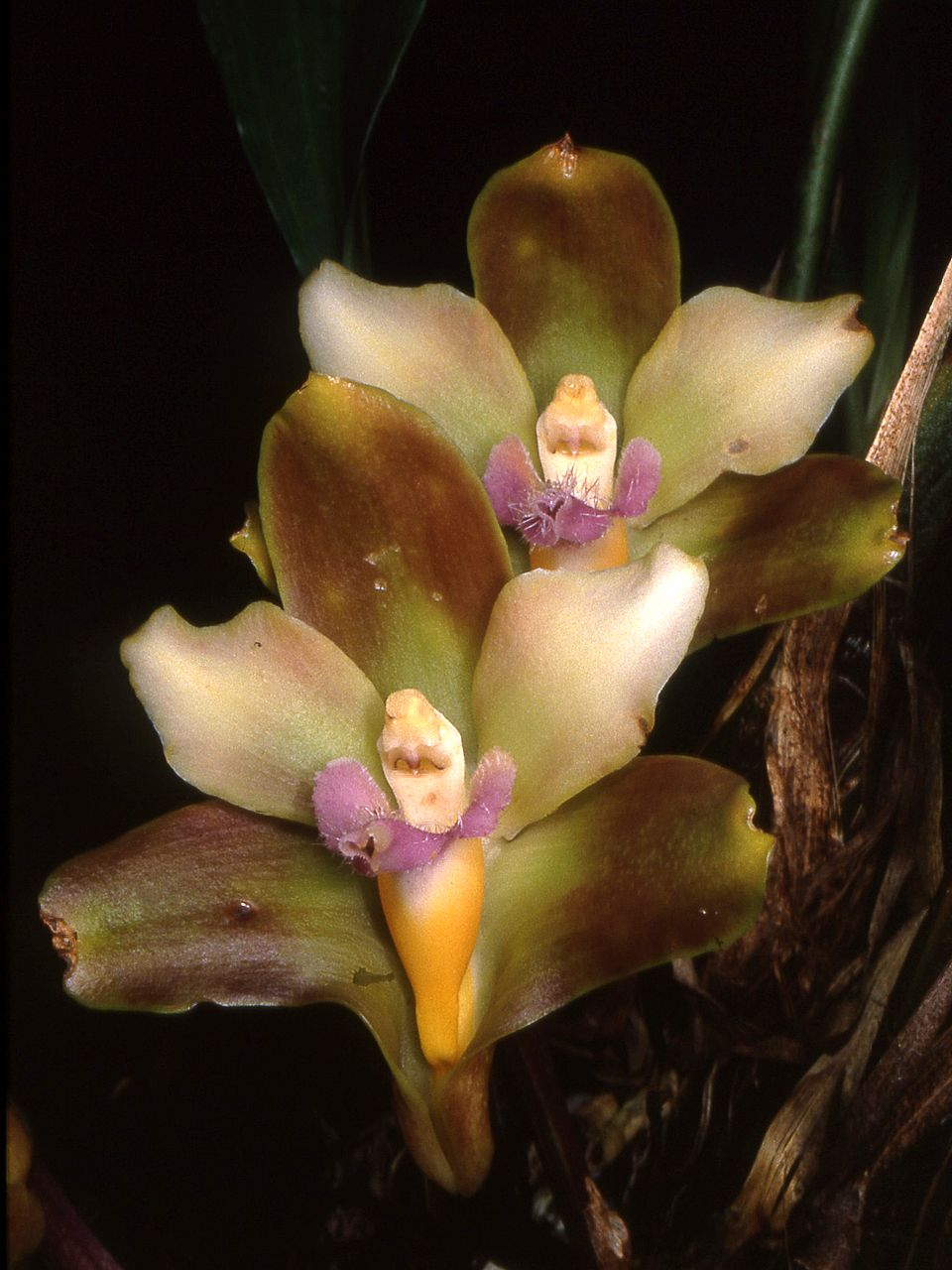
Flores

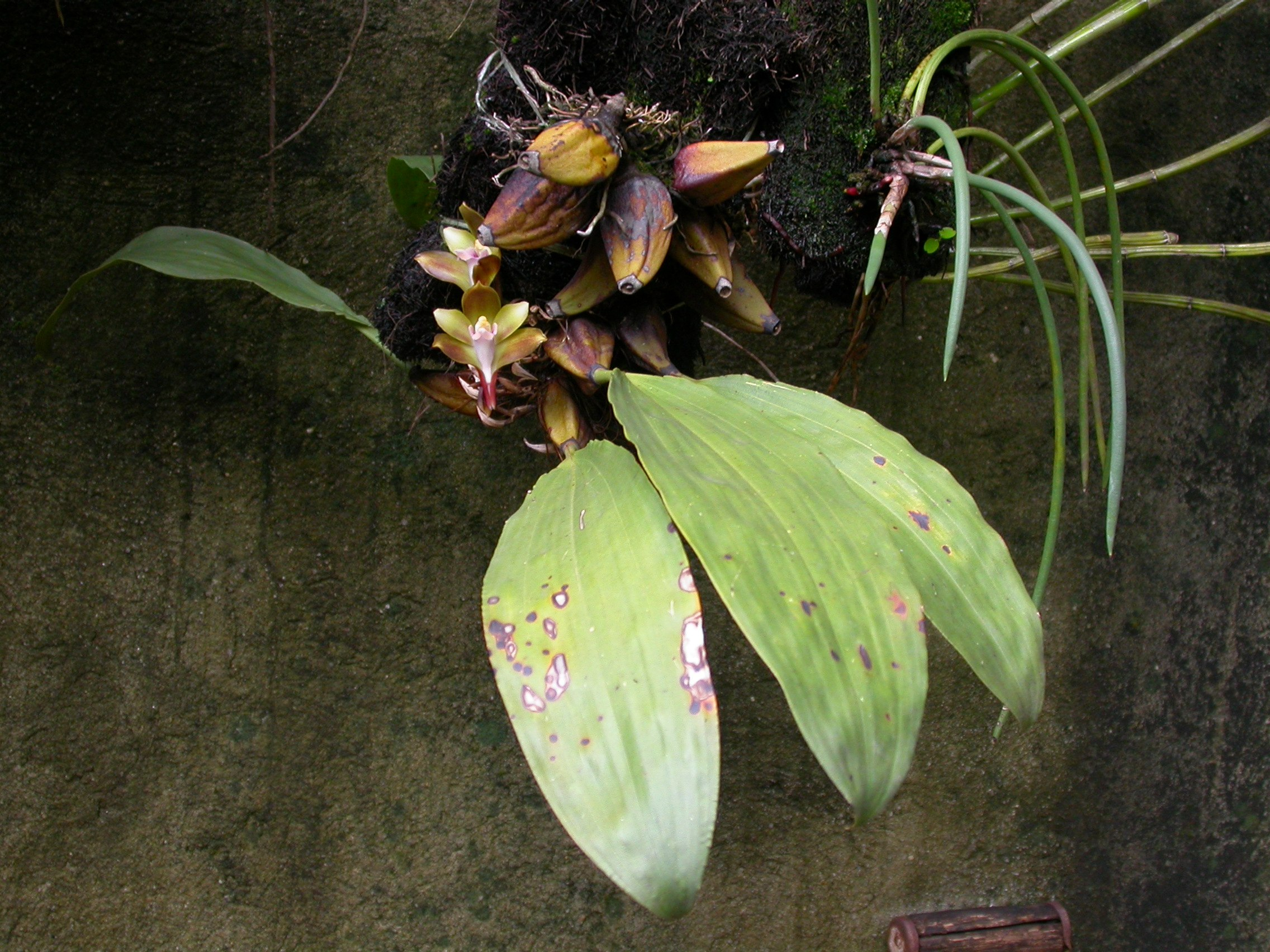
Vista de la planta

## Características
Es una especie herbácea de pequeño tamaño, que prefiere clima cálido a fresco, es epífita con pseudobulbo  tetragonal-cónico, ligeramente comprimido que tiene una única hoja erecta,  oblongo-lanceolada, acuminada: Florece  en una inflorescencia basal de 4 a 5 cm de largo, con algunas flores que tienen 3 cm de longitud. La floración se produce en el otoño.

## Distribución y hábitat
Se encuentra en los estados de Espírito Santo y Río de Janeiro, Brasil, que habita en bosques húmedos y bosques pluviales montanos en elevaciones de 500 a 1000 metros.

## Taxonomía
Pertenece al grupo de Bifrenarias grandes en la sección de Bifrenaria. Pertenece al mismo grupo de Bifrenaria inodora y Bifrenaria calcarata, pero se diferencia por el labio curvado (la curva de B. inodora, es mucho mayor y el centro de los lóbulos del labio es más largo).
Bifrenaria mellicolor fue descrito por John Lindley y publicado en The Gardeners' Chronicle & Agricultural Gazette 1: 622. 1878.
Etimología
Bifrenaria: nombre genérico que deriva de las palabras griegas: bi (dos); frenum freno o tira. Aludiendo a los dos tallos parecidos a tiras, estipes que unen los polinios y el viscídium. Esta característica las distingue del género Maxillaria.

mellicolor: epíteto latino que significa "color de miel".
Sinonimia
No tiene